# کین (فیلم ۲۰۰۴)
کین (به انگلیسی: Keane) فیلمی محصول سال ۲۰۰۴ و به کارگردانی لوج کریگان است. در این فیلم بازیگرانی همچون دیمین لوئیس، ابیگیل برسلین، ایمی رایان، تینا هولمز، استیون مک‌کینلی هندرسون و کریس باوئر ایفای نقش کرده‌اند.